# Kaffee Burger

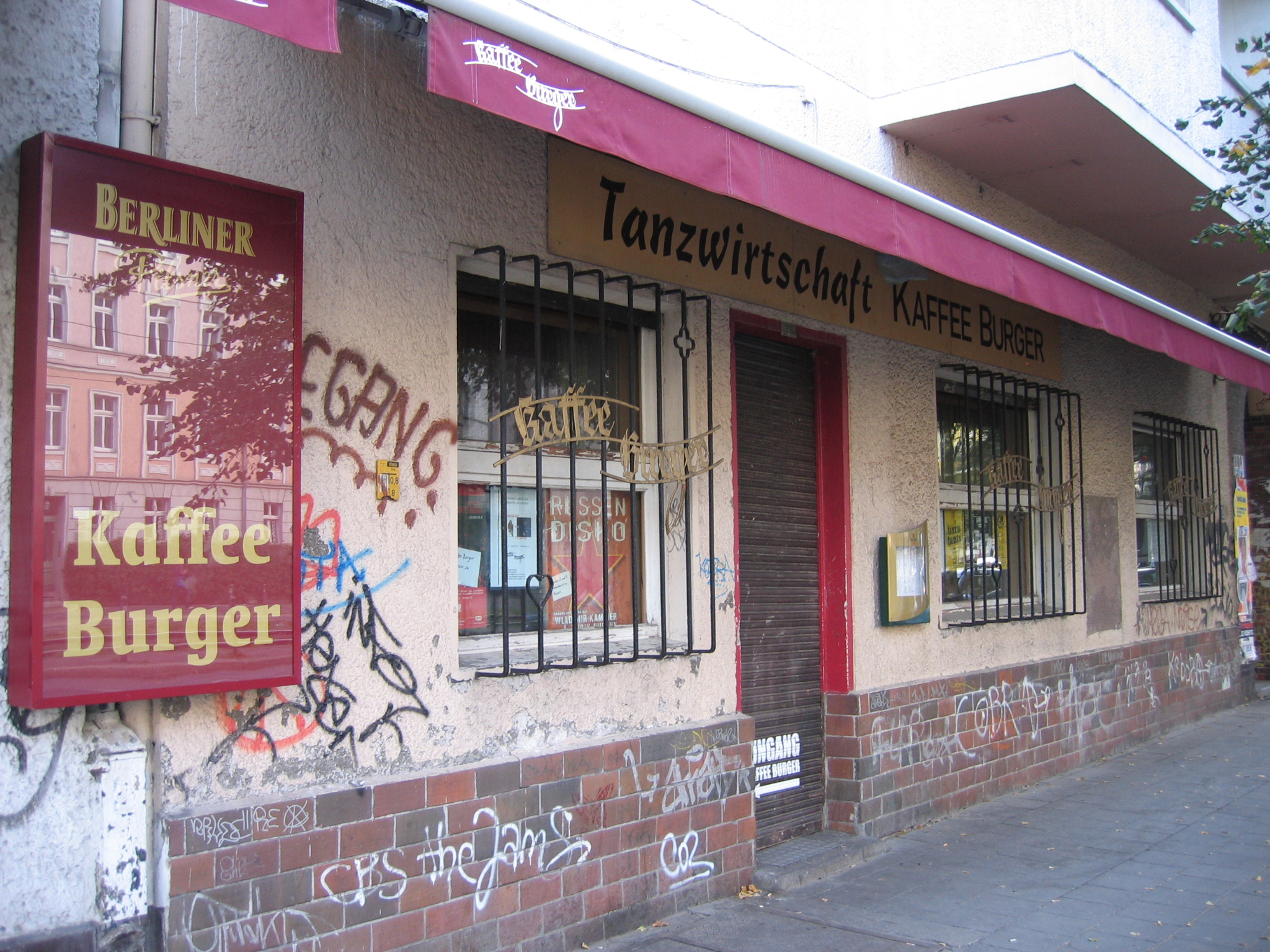
Kaffee Burger.

Kaffee Burger är en tidigare klubblokal och samlingsplats för konstnärer på Torstrasse i stadsdelen Mitte i Berlin.
Kaffee Burger startades av familjen Burger 1936 i en lokal som funnits sedan 1890. Under DDR-tiden drev familjen caféet vidare och under 1970-talet blev det genom närheten till Volksbühne en träffpunkt för kulturscenen i Östberlin. Kända kulturpersonligheter som träffades här var bland andra Thomas Brasch, Adolf Endler, Heiner Müller, Ulrich Plenzdorf, Klaus Schlesinger, Katharina Thalbach och Bettina Wegner. DDR-regimen ogillade Kaffee Burger och 1979 stängdes det för renovering och tappade sin plats på kulturscenen.
1999 lämnade Uta Burger över lokalen till Karl-Heinz Heymann, Bert Papenfuß-Gorek och Uwe Schilling och den återinvigdes 10 november 1999 och ser ut som på DDR-tiden med några få ändringar. Kaffee Burger har blivit känt för en vidare krets genom bland annat Russendisko som arrangeras av Wladimir Kaminer. Andra kulturarrangemang arrangeras eller har arrangerats av bland andra Heim & Welt och Verbrecher Verlag och enskilda författare.
2020 har Kaffee Burger stängt permanent.